# 希爾城鎮區 (堪薩斯州葛蘭姆縣)
希爾城鎮區（英語：Hill City Township）為位在美國堪薩斯州葛蘭姆縣的鎮區。2010年美国人口普查中該鎮區人口有1,591人。

## 地理
希爾城鎮區包含1座城市：希爾城（Hill City），該鎮區涵蓋面積111.86平方（43.19平方英里）。根據美國地質調查局的資料，此鎮區的墓地包含希爾城墓地（Hill City Cemetery），位於希爾城市區北部不遠處；另一座為Memorial Lawn墓地，沿著283號美國國道從希爾城市區往北行進1.6公里即可抵達，正好位在希爾城墓地南方。

## 交通
希爾城鎮區包含1座機場和降落跑道，即希爾城市立機場。

## 外部連結
- USGS Geographic Names Information System (GNIS) （页面存档备份，存于）
- US-Counties.com
- City-Data.com （页面存档备份，存于）